# Фридрих Карл фон Зайн-Витгенщайн-Хоенщайн
Фридрих Карл фон Зайн-Витгенщайн-Хоенщайн (на немски: Friedrich Karl von Sayn-Wittgenstein-Hohenstein; * 3 февруари 1766, дворец Витгенщайн при Бад Ласфе; † 8 април 1837, дворец Витгенщайн при Бад Ласфе) е от 1796 г. граф, от 1801 г. първият княз на Зайн-Витгенщайн-Хоенщайн.

## Биография
Той е син на граф Йохан Лудвиг фон Зайн-Витгенщайн-Хоенщайн (1740 – 1796) и първата му съпруга Фридерика Каролина Луиза фон Пюклер-Лимпург (1738 – 1772), дъщеря на граф Христиан Вилхелм Карл фон Пюклер-Гродиц (1705 – 1786) и Каролина Кристиана фон Льовенщайн-Вертхайм-Вирнебург (1719 – 1793).
Фридрих Карл следва право от март 1788 г. заедно с брат си Вилхелм в университета в Марбург. На 27 март 1796 г. той наследява баща си.
На 20 юни 1801 г. Фридрих Карл и по-малкият му брат пруския министър Вилхелм Лудвиг Георг (1770 – 1821) и полубратята му Йохан Франц Карл Лудвиг (1779 – 1815) и дипломата Адолф Ернст Корнелиус Александер (1783 – 1856) (от 11 май 1813 г.) са издигнати на имперски князе на Зайн-Витгенщайн-Хоенщайн.

## Фамилия
Първи брак: на 31 май 1796 г. в Козвиг с принцеса Фридерика Албертина Йохана Елизабет фон Шварцбург-Зондерсхаузен (* 15 юли 1773; † 25 юли 1806), дъщеря на княз Август II фон Шварцбург-Зондерсхаузен (1738 – 1806) и принцеса Кристина Елизабет Албертина фон Анхалт-Бернбург (1746 – 1823). Те имат пет деца:
- Фридрих Вилхелм (* 29 юни 1798; † 15 ноември 1868), принц на Зайн-Витгенщайн-Хоенщайн
- Александър Карл Август Франц Адолф (* 10 август 1801, Витгенщайн; † 7 април 1874, Витгенщайн), 2. княз на Зайн-Витгенщайн-Хоенщайн, женен на 3 юни 1828 г. в Реда за графиня Амалия Луиза фон Бентхайм-Текленбург-Реда (* 16 февруари 1802, Реда; † 15 юни 1887, Франкфурт на Майн), дъщеря на граф Фридрих Вилхелм Кристиан Август фон Бентхайм-Текленбург-Реда
- Емма Хедвиг (* 11 декември 1802; † 6 март 1862), омъжена 1844 г. за Курт фон Бозе († 1884)
- Агнес Кристиана Албертина Шарлота (* 27 юли 1804; † 10 август 1866), омъжена I. на 4 ноември 1822 г. (развод 27 юли 1826) за Ото ленсгграф Бломе (* 1 октомври 1795; † 1 юни 1884), II. на 31 октомври 1828 г. за княз Мориц Казимир фон Бентхайм-Реда (* 5 март 1795; † 5 декември 1872)
- син

Втори брак: на 4 април 1807 г. (морганатичен брак) с Луиза Лангенбах (* 23 ноември 1790; † 18 юни 1864), която през 1807 г. става  фрайфрау фон Витгенщайн. Те имат 8 деца, които имат титлата фрайхер фон Витгенщайн:
- Кристиана Фридерика (* 6 януари 1808 – ?)
- Карл Франц Адолф (* 26 септември 1809; † 1866), собственик на желязна мина
- Каролина Албертина (* 3 декември 1811 – ?)
- Лудвиг (* 3 май 1813 – ?)
- Луиза (* 11 януари 1815 – ?)
- Фридерика Вилхелмина (* 7 декември 1817, Касел; † 30 март 1906, Касел), фрайин фон Витгенщайн, омъжена на 25 май 1839 г. във Вецлар за Фридрих Вилхелм фон Гилза (* 16 април 1808, Касел; † 2 юни 1886, Гилза), кралски пруски генералмайор
- Фридрих Вилхелм (* 31 януари 1821 – ?)
- Адолф Емил Александър (* 1 декември 1822; † 1892), кралски пруски главен лесничей